# 惠頓鎮區 (北達科他州博蒂諾縣)
惠頓鎮區（英語：Wheaton Township）是位於美國北達科他州博蒂諾縣的一個鎮區。

## 地方資料
惠頓鎮區的面積為113.00平方千米，當中陸地面積為112.32平方千米，而水域面積為0.68平方千米。根據2010年美國人口普查的數據，當地共有人口56人，而人口密度為每平方千米0.5人。